# سيو أون-سو
سيو أون سو (من مواليد 2 آذار/مارس 1994) هي ممثلة وعارضة أزياء كورية جنوبية. ظهرت سيو لأول مرة في عالَم التمثيل في الدراما التلفزيونية التي صدرت سنة 2016 تحتَ عنوان «لا تجرؤ على الحلم» (هانغل: 질투의 화신). حصلت سيو على استراحة كبيرة بعد تصوير دور سيو جي سو في الدراما العائلية التي بُثت على قناة كي بي إس 2 تحتَ عنوان «حياتي الذهبية (2017-2018). ظهرت في عددٍ من المسلسلات والأعمال الأخرى على غرار الطبيب الرومانسي (2016) ومسلسل مبارزة (2018)، وتركت الابتسامة عينيك (2018 أيضًا) والإدارة العليا في نفس العام فضلًا عن مفقودون: الجانب الآخر (2020) والساحرة: الجزء 2. الآخر واحد الآخر (2022).